# Polski Związek Freedivingu

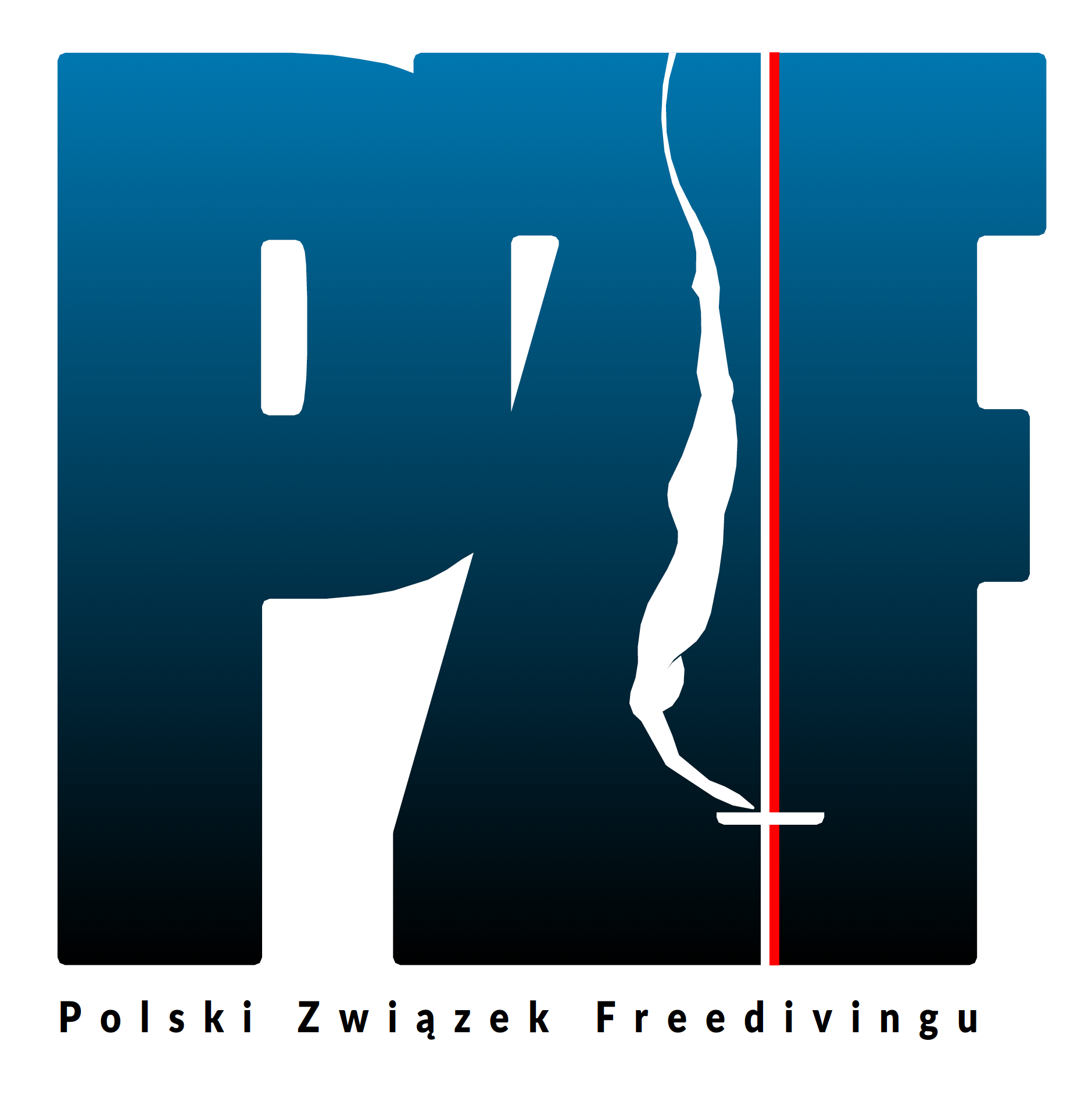
Logotyp Polskiego Związku Freedivingu

Polski Związek Freedivingu (skrót: PZF) – organizacja zrzeszająca zawodników, trenerów i działaczy polskiego freedivingu powstała w 2022 z przekształcenia Polskiej Federacji Freedivingu. Aktualnym prezesem związku jest Radosław Gaca. 
Polski Związek Freedivingu jest członkiem Międzynarodowej Federacji CMAS. 

## Sukcesy na arenie międzynarodowej
Zawodniczki i zawodnicy PZF należą do ścisłej czołówki światowej. Podczas Mistrzostw Świata w Atenach do roku 2025 zdobyli 11 z 24 medali.
Freediving od dwunastej edycji jest sportem reprezentowanym na Światowych Igrzyskach Sportowych The World Games. Podczas zawodów w Chengdu (7-17.08.2025 r.) Polskę reprezentować będą Julia Kozerska, Magdalena Solich-Talanda oraz Mateusz Malina